# Nathaniel Waena
Nathaniel Rahumaea Waena es un político de las Islas Salomón. 
Ejerció el cargo de gobernador general de las islas Salomón del 7 de julio de 2004 al 7 de julio de 2009. Fue elegido por el parlamento de ese país el 15 de junio de 2004, con 27 de los 41 votos, superando a sir John Lapli y al anterior primer ministro, Peter Kenilorea.
| Predecesor: John Lapli | Gobernador General de las Islas Salomón 2004 - 2009 | Sucesor: Frank Kabui |